# Marc Pessin
Pour les articles homonymes, voir Pessin (homonymie).
Marc Pessin est un graveur, éditeur et dessinateur français né le 27 mai 1933 à Paris et mort le 4 juin 2022 à Saint-Laurent-du-Pont (Isère), après y avoir résidé de nombreuses années,.

## Biographie
Selon Marc Pessin, c'est sa mère Berthe, peintre naïve, qui lui a transmis le goût des arts graphiques.
Il s'initie très tôt à la gravure, et se forme dans différents ateliers de graveurs parisiens, où il expérimente les techniques de cet art. Son amour de la poésie l'amène à l'illustration de livres de poèmes.
Il quitte Paris pour s'installer en 1965 à Saint-Laurent-du-Pont en Isère, au pied du massif de la Chartreuse, où il crée sa maison d'édition, "Le verbe et l'empreinte".
C'est à cette époque que sa collaboration avec Léopold Sédar Senghor, président de la république du Sénégal et poète, s'avère déterminante pour la suite de sa carrière : après lui avoir écrit, il le rencontre chez Paul Flamand, fondateur des éditions du Seuil, qui en publie les œuvres. Marc Pessin lui fait part de son projet d'édition du poème New York, et obtient son accord. Le livre est édité en 1967 à 150 exemplaires. Il est orné de six gravures en inox plaqué or, ajouré à l'acide, véritables dentelles de métal, au graphisme rectiligne,.
Fort de cette prestigieuse référence, il collabore avec les plus grands noms du monde de la poésie et de la prose, parmi lesquels outre  Léopold Sédar Senghor, figurent Louis Aragon, Miguel Ángel Asturias, Tahar Ben Jelloun, Jorge Luis Borges, Michel Butor, Jean-Pierre Chambon, Andrée Chedid, François Cheng, Pierre Dhainaut, Federico García Lorca, Max Jacob,  Henri Michaux, Pierre Péju, Saint-John Perse, Tristan Tzara...

### L'archéologie pessinoise
« J'ai passé toute ma vie à ajuster la réalité à mes songes, mais quelquefois je confonds la réalité avec la réalité. Je ne suis bien qu'ailleurs », a-t-il déclaré un jour. Dans cet esprit, il a développé une archéologie imaginaire, créant des traces fictives d'une civilisation prétendument disparue, notamment des signes vestiges de paléographie et de calligraphie, sur des manuscrits, des tessons, des monnaies, des ossements, qu'il a réunis dans son Centre d'archéologie pessinoise,,,,,.
Sur ce thème, un documentaire de 26 min, intitulé Les Pessinois sont parmi nous a été tourné et diffusé par Canal+ en 1995.

## Expositions
De 1965 à 2018, il participe à 61 expositions, dont une quinzaine à l'étranger (six en Allemagne, deux à New York, deux à Luxemgourg, une à Montréal, une à Osaka (Japon)...). En France, il expose huit fois à Paris (trois fois à la Bibliothèque nationale de France, invité d'honneur au Salon du livre en 1981...), et dans d'autres villes,,.

## Œuvre

### Techniques
De la taille-douce au laser, en passant par l’utilisation de fraises-meulettes, d’empreintes tirées à sec ou huilées, de pochoirs, d’encre de chine, de peinture à l’huile, il maîtrise toutes les techniques de la gravure,,.
Le poète Alain Bosquet le qualifie de « sculpteur sur papier ».

### Production
L'index des auteurs dont il a illustré les ouvrages, et qu'il a édités, comprend 251 personnes.
Il est ainsi à l'origine d'un grand nombre d'ouvrages de bibliophilie contemporaine : on dénombrait en 2006 près d'un millier de titres, et en 2011, 1 250 livres. 

## Collections publiques
Ses livres sont conservés dans 85 bibliothèques, les fonds les plus riches étant à Grenoble, Paris, Dijon, Saint-Dié, Chambéry, Clermont-Ferrand, Albertville, Lucinges, Bibliothèque Nationale du Grand Duché du Luxembourg.

### Ville de Grenoble
- Le fonds grenoblois comprend 218 œuvres, la plupart conservées à la Bibliothèque d'étude et du patrimoine[25], mais également au musée de Grenoble[26].

### Ville de Dijon
- La bibliothèque municipale de Dijon conserve 67 œuvres imprimées rassemblées en un fonds "Marc Pessin" de la Bibliothèque d'étude et du patrimoine[27].

### Centre Pompidou - Bibliothèque Kandinsky
- Musée d'art et d'histoire (Narbonne, Aude) (préf. Jean-Philippe Vienne), « Exposition de peintures : Dérieux, Edelmann, Farvèze, Guignebert, Hiéronimus, Pessin - [exposition, Musées de Narbonne, juillet-août-septembre 1967] », sur bibliothequekandinsky.centrepompidou.fr, Bibliothèque Kandinsky, 1967 (OCLC 835423569, consulté le 29 octobre 2020).
- Roberto Gutiérrez, Marc Pessin et al., « Roberto Gutiérrez, poète-sculpteur : exposition, Renée Pellet, Marc Pessin, Les Éditions du Point d'Or ... Grenoble, France, 19 juin - 12 juillet 1970 », sur bibliothequekandinsky.centrepompidou.fr, Bibliothèque Kandinsky, 1970 (OCLC 3681114, consulté le 29 octobre 2020).
- Léopold Sédar Senghor, Marc Pessin et al., « Léopold Sédar Senghor : Son oeuvre et ses amis poètes, peintres, graveurs », sur bibliothequekandinsky.centrepompidou.fr, Bibliothèque Kandinsky, Poésie-Rencontres, 1985 (OCLC 420557289, consulté le 29 octobre 2020).
- Marc Pessin, Musée de la Poste, « Musée de la Poste : 1946-2008 », sur bibliothequekandinsky.centrepompidou.fr, Bibliothèque Kandinsky, Musée de la Poste, 2008 (consulté le 29 octobre 2020).

### Ville de Paris - Bibliothèque Forney
- La Bibliothèque Forney, bibliothèque de la ville de Paris spécialisée dans les arts décoratifs, les métiers d’art et leurs techniques, les beaux-arts et les arts graphiques, détient une affiche de Marc Pessin et douze ouvrages illustrés par lui[28].

### Médiathèque de Poitiers
- La médiathèque François-Mitterrand de Poitiers possède quatre œuvres de Marc Pessin[29].

## Distinctions et hommages
- Il est invité d'honneur au salon du livre à Paris en 1981[16].
- Marc Pessin reçoit quatre fois le prix du "Plus beau livre de l'année" décerné par le Comité français du livre illustré[30], et en 1982 le diplôme de prestige à la Foire du Livre d'art à Leipzig[16].
- En 2009 à Grenoble quatre expositions lui sont consacrées, dont une au Musée de Grenoble et deux dans des bibliothèques municipales[31],[18].
- En 2011 la Grande médaille d'or de la ville de Grenoble lui est décernée[32],[33].